# Takada Júdzsi (birkózó)
Takada Júdzsi (高田 裕司; Hepburn: Takada Yūji; Óta, 1954. február 17. –)  olimpiai bajnok és többszörös világbajnok japán birkózó. Az 1976. évi nyári olimpiai játékokon aranyérmet, az 1984-es olimpián pedig bronzérmet szerzett. Világbajnokságon négyszer győzedelmeskedett. 2004-ben bekerült a birkózók hírességeinek csarnokába.

## Élete és pályafutása

### Olimpiai szereplése
| 1. forduló                      | 2. forduló                    | 3. forduló                     | 4. forduló                         | 5. forduló                   | 6. forduló        | Döntő | Helyezés |
| Ellenfél Eredmény               | Ellenfél Eredmény             | Ellenfél Eredmény              | Ellenfél Eredmény                  | Ellenfél Eredmény            | Ellenfél Eredmény | Ellenfél Eredmény                                                                                           | Helyezés |
| ------------------------------- | ----------------------------- | ------------------------------ | ---------------------------------- | ---------------------------- | ----------------- | --- | -------- |
| Gordon Bertie (CAN) · kétvállas | Kamil Özdağ (TUR) · kétvállas | Julien Mewis (BEL) · kétvállas | Władysław Stecyk (POL) · kétvállas | Gál Henrik (HUN) · kétvállas |                   | 1. mérkőzés · Alekszandr Ivanov (URS) · 20-11 · 2. mérkőzés · Cson Heszop (Jeon Hae-Seop) (KOR) · kétvállas |          |